# Nybergsgatan, Stockholm

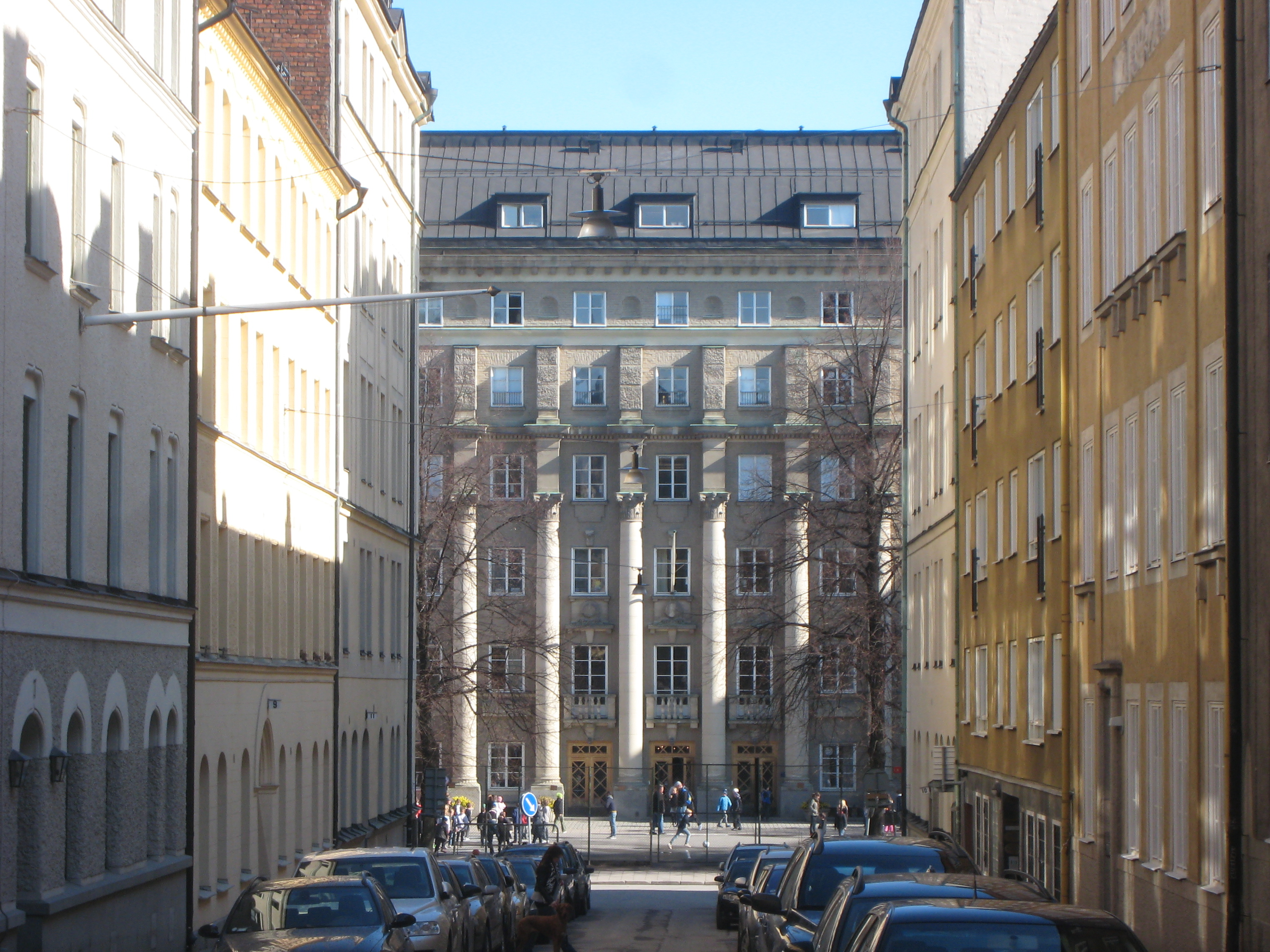
Nybergsgatan norrut. I fonden Carlssons skola.

Nybergsgatan är en gata på Östermalm i Stockholms innerstad. Gatan sträcker sig endast ett kvarter från Linnégatan i söder till Kommendörsgatan i norr.
Namnet Nybergsgatan kommer från fortifikationsmurmästaren Anders Nyberg (d. 1798) som ägde ett stenhus och några tomter vid gatan. Vid denna tid benämndes gatan Nybergs Gränd.